# Kuurne-Bruxelles-Kuurne 1998
La Kuurne-Bruxelles-Kuurne 1998, cinquantaduesima edizione della corsa, si svolse il 1º marzo su un percorso di 197 km, con partenza e arrivo a Kuurne. Fu vinta dal belga Andrei Tchmil della squadra Lotto-Mobistar davanti al connazionale Frank Vandenbroucke e al francese Emmanuel Magnien.

## Ordine d'arrivo (Top 10)
| Pos. | Corridore           | Squadra                     | Tempo    |
| ---- | ------------------- | --------------------------- | -------- |
| 1    | Andrei Tchmil       | Lotto-Mobistar              | 4h56'00" |
| 2    | Frank Vandenbroucke | Mapei-Bricobi               | a 5"     |
| 3    | Emmanuel Magnien    | FDJ                         | a 34"    |
| 4    | Jaan Kirsipuu       | Casino                      | a 1'20"  |
| 5    | Ludwig Willems      | Lotto-Mobistar              | s.t.     |
| 6    | Enrico Cassani      | Team Polti                  | s.t.     |
| 7    | Guillaume Auger     | Big Mat-Auber 93            | s.t.     |
| 8    | Karel Vereecke      | Vlaanderen 2002-Eddy Merckx | s.t.     |
| 9    | Tristan Hoffman     | TVM-Farm Frites             | a 1'41"  |
| 10   | Jarno Vanfrachem    | Vlaanderen 2002-Eddy Merckx | s.t.     |